# Bodö, Borgå
Bodö med Marholmen är en ö i Finland. Den ligger i Finska viken och i kommunen Borgå i den ekonomiska regionen  Borgå ekonomiska region i landskapet Nyland, i den södra delen av landet. Ön ligger omkring 26 kilometer öster om Helsingfors. Bodö-Pörtöarkipelagen skiljer Sibbofjärden från öppna havet. I sydväst ligger Söderskär med fyr och omgivande skär.
Bodö ligger invid Pörtö i den yttre skärgården. Öarna har betydande bebyggelse och förbindelsebåtstrafik från Kalkstrand i Sibbo, med bussförbindelse vidare.
Öns area är 1,71 kvadratkilometer och dess största längd är 2,4 kilometer i öst-västlig riktning.

## Delöar och uddar
- Bodö 60°10′46″N 25°26′56″Ö / 60.17933°N 25.44886°Ö
- Marholmen 60°10′58″N 25°28′13″Ö / 60.18288°N 25.47019°Ö
- Lilla Bodö 60°10′23″N 25°27′35″Ö / 60.17294°N 25.45982°Ö (udde)